# Wirthiotrema trypaneoides
Wirthiotrema trypaneoides är en lavart som först beskrevs av William Nylander och som fick sitt nu gällande namn av Rivas Plata, Kalb & Frisch. 
Wirthiotrema trypaneoides ingår i släktet Wirthiotrema och familjen Graphidaceae. Inga underarter finns listade i Catalogue of Life.